# Svetišče (roman)
Svetišče je duhovni roman, ki ga je napisal Vasja Ferrari. Knjiga je izšla leta 2008 v založbi Intuno. Knjiga obravnava življenje dečka Lea, ki ga spremljamo vse od njegovih nadebudnih zgodnjih otroških dni, turbulentnega odraščanja s številnimi vzponi in padci, mladeničevega slikovitega popotovanja v tempelj na Vzhod, pa do srečanja z dekletom Lano, njune ljubezni in rojstva deklice Eli. Roman je sestavljen iz predgovora, 10 delov in epiloga. Vsak od 10 delov ima svoj naslov in je razdeljen na več podpoglavij. Znotraj knjige se večkrat pojavi majhna ilustracija lotosovega cveta, ki je nekakšen simbol tega romana. Zgodba je napisana slikovito, poglobljeno, občasno pride do spremembe tiska, predvsem ko protagonist bere kakšna besedila oziroma ko razmišlja o življenjskih spoznanjih.

## Vsebina
Zgodba se začne ob kamnitem vodnjaku pod jablano, kjer mali Leo v njem opazuje čarobno igro sončnih žarkov. Tam sreča skrivnostnega popotnika, ki se spočije ob vodnjaku in mu podari v kamen vklesan lotosov cvet.
Leta kasneje, ko Leo opravi maturo, se znajde pred pomembnimi odločitvami, kam ga bo nesla življenjska pot. Spozna prijatelje, kot sta Viktor in Mina. Sčasoma zagleda tudi zlatolasko Leno, v katero se nenadoma zaljubi, a ko ga ta zavrne, to Lea močno prizadene. Če je bil še sprva odprt in komunikativen, se po neuresničeni ljubezni znajde v krizi, ki jo stežka premaguje. Tolažbo mu v hudih časih nudi reka. Nekega dne mu Viktor omeni skrivnosten tempelj nekje na vzhodu, kar Lea tako prevzame, da se odloči na vsak način odpotovati vanj in tam spoznati višjo življenjsko resnico. Sam je mnenja, da je življenje na Zahodu podvrženo številnim nesmiselnim pravilom, v katera so hočeš nočeš vpeti vsi. Viktor mu poskuša odsvetovati to odločitev, a zaman. Poslovi se od Viktorja, Mine in svojih staršev ter se poda na pot proti templju.
Pustolovščina proti Vzhodu je polna slikovitih vtisov in doživljajev. Sprva gre peš, nato se pelje z vlakom, kjer prvič naleti na Jakoba, ki mu na svojevrsten način govori o templju. Pot na Vzhod je tako dolga, da na koncu na vlaku ostane le še Leo. Ko naposled izstopi na zadnji postaji, naleti na že dolgo zapuščeno in prekinjeno nadaljevanje železniške proge. Ker teh krajev sploh ne pozna in je popolnoma sam, se je že pripravljen vrniti nazaj domov, nakar zagleda starca, ki je ravno tako kot Leo namenjen v Gahanam, mesto, v katerem naj bi se nahajal ta tempelj. Starec ga z vozom odpelje v to mesto. Od tod naprej Leo raziskuje in sprašuje tamkajšnje ljudi po templju, nakar iz naključnega pogovora gostov čajnice izve za neko učilišče, za katerega sklepa, da gre za tempelj. Naposled prispe do tega učilišča, ki se mu reče Sid Rahar. Tam ga toplo sprejmejo medse in Leo se loteva raziskovati novo okolje. Spozna Kaliba, upravnika templja, ki je moder in sposoben prebirati misli. Odkriva skrivnosti sanj, v katerih je mogoče leteti. V roke vzame skrivnosten rokopis z modrostmi o življenju. Ob kajenju trave se druži s Trojem, Rashidom in Aleksom. V templju sčasoma doživi navidezno prebujenje. A po spletu nenavadnih okoliščin se nenadoma zgodi preobrat in tempelj zavzamejo temne sile, ki Lea potolčejo do tal. Družba, s katero se Leo stalno druži ob travi, postane sovražna. Leo se odloči zapustiti tempelj.
Iz Gahanama ga do postaje odpelje isti starček, ki ga je peljal v to mesto. Po petih letih se spet vrne nazaj domov. Sprva je še vedno v hudih stiskah in vse okoli sebe jemlje osebno. Pridruži se sekti Sončnega boga, a kmalu spozna, da pri tej skupini v resnici gre le za beg pred soočenjem s svetom. Nato se odpravi v mesto, kjer si najde delo pri starejšem vrtnarju. Ponovno sreča Jakoba, ki se ga preostanek romana imenuje Elias.
Nekega dne pod hrastom zagleda temnolaso delke Lano. Med njima se vzpostavi poseben občutek neverjetne podobnosti duha, obletavanja metuljev. Leo in Lana se potem še večkrat videvata in spoznavata. Pogosto jima družbo dela Elias, s katerim imata poglobljene pogovore o življenju. Elias pove Leu, da ta mora opraviti s stvarmi, ki so ga tlačile v preteklosti in vplivajo na sedanjost; v prvi vrsti sta to bila njegova starša. Leo se sooči z njima na način, kakršnega je usvojil pri Eliasu. Leu in Lani se rodi hči Eli. V njegovem življenju pride do še več sprememb. Stari vrtnar, s katerim sta se dobro razumela in se je male Eli zelo razveselil, umre. Elias mora oditi na vzhod. Viktor, s katerim se Leo že dolga leta ni srečal, je v tem času postal zagrenjen. Leo se nenadoma znajde v templju, kjer ugotovi, da je vsa ta leta, odkar se je vrnil iz Sid Raharja, sanjal, a se kmalu spet prebudi in se znajde v sobi z Lano in Eli ter spozna, da je imel sanje v sanjah.
Leo, Lana in Eli skupaj opazujejo čarobno igro sončnih žarkov, ki se lesketajo v kamnitem vodnjaku pod jablano. Na koncu Leo vstopi v gaj, kjer se preda neopisljivemu občutju, ki osmišlja bivanje. Mistični govorici duše sveta. Prabiti, ki v vsem vselej je.

## Izdaje in prevodi
- Slovenski izvirnik iz leta 2008 (COBISS)